# Rough and Ready
Rough and Ready è il terzo album discografico del gruppo musicale The Jeff Beck Group, pubblicato nel 1971. 

## Tracce
Lato 1
1. Got the Feeling (Beck) - 4:46
2. Situation (Beck) - 5:26
3. Short Business (Beck) - 2:34
4. Max's Tune (Max Middleton) - 8:24

Lato 2
1. I've Been Used (Beck) - 3:40
2. New Ways/Train Train  (Beck) - 5:52
3. Jody (Beck, Brian Short) - 6:06

## Formazione
- Jeff Beck - chitarre, basso, produzione
- Bobby Tench - voce, chitarra
- Max Middleton - piano, tastiere
- Clive Chaman - basso
- Cozy Powell - batteria